# Gare d'Izioum
La gare d'Izioum (ukrainien : Ізюм (станція)) est une gare ferroviaire située dans la ville de Izioum en Ukraine.

## Histoire
L'actuel bâtiment remplace celui construit en 1911 qui a été détruit lors de la seconde guerre mondiale. Le bâtiment actuel, de 1952 est l'œuvre de l'architecte Rosikin. La dernière rénovation date de 2012.

### Accueil

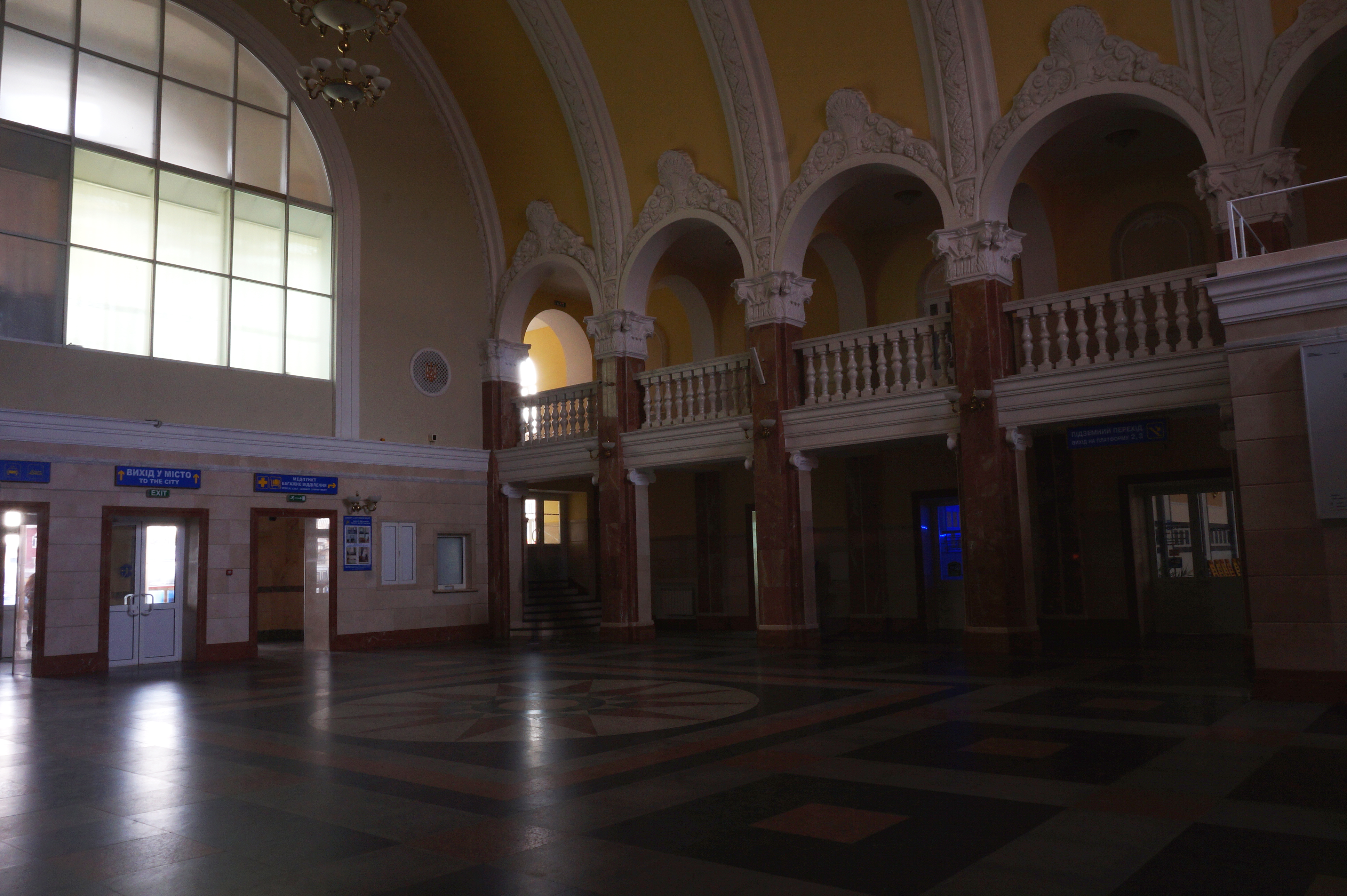
Hall passagers.

### Desserte

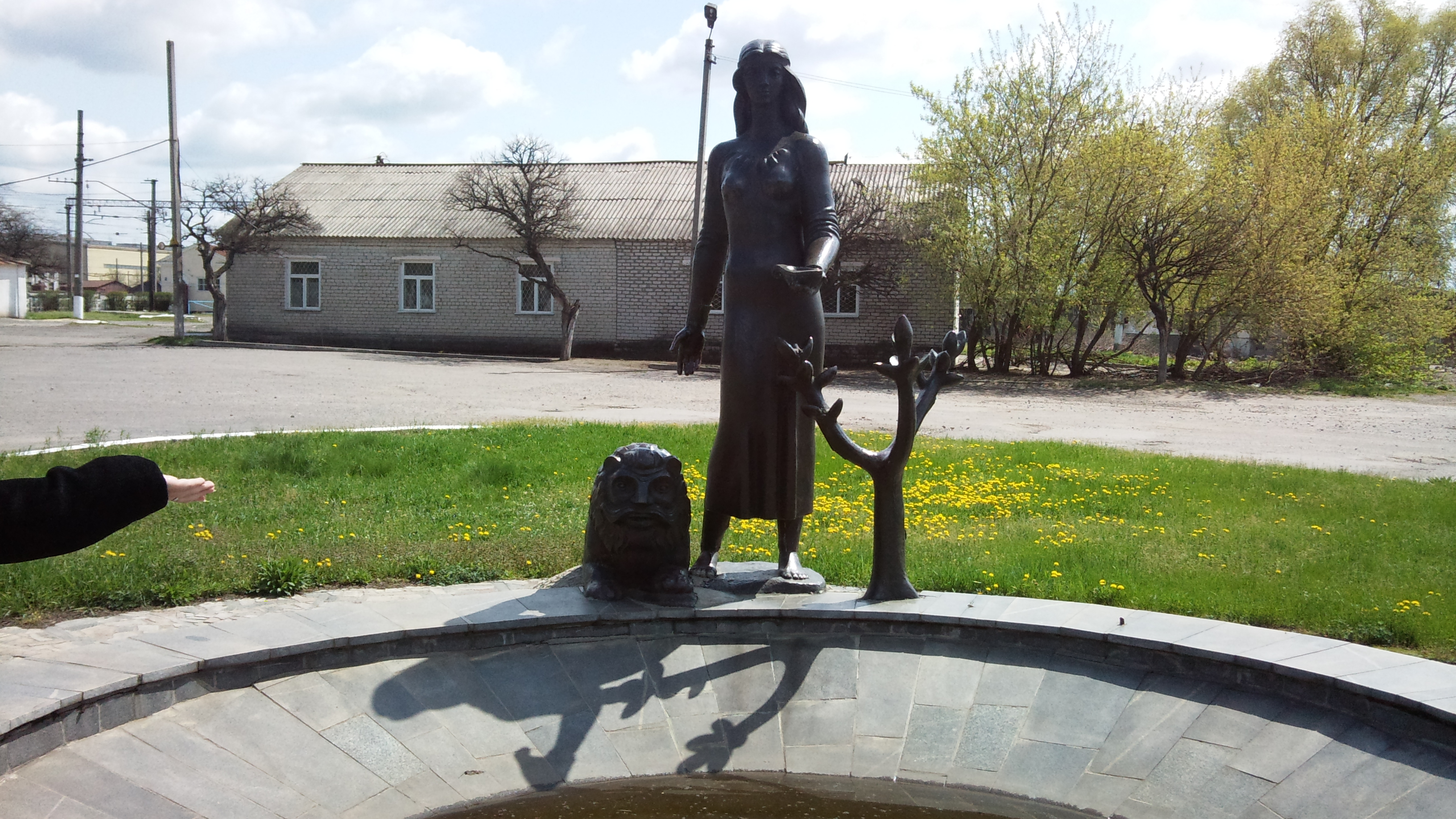
Une fontaine devant la gare.
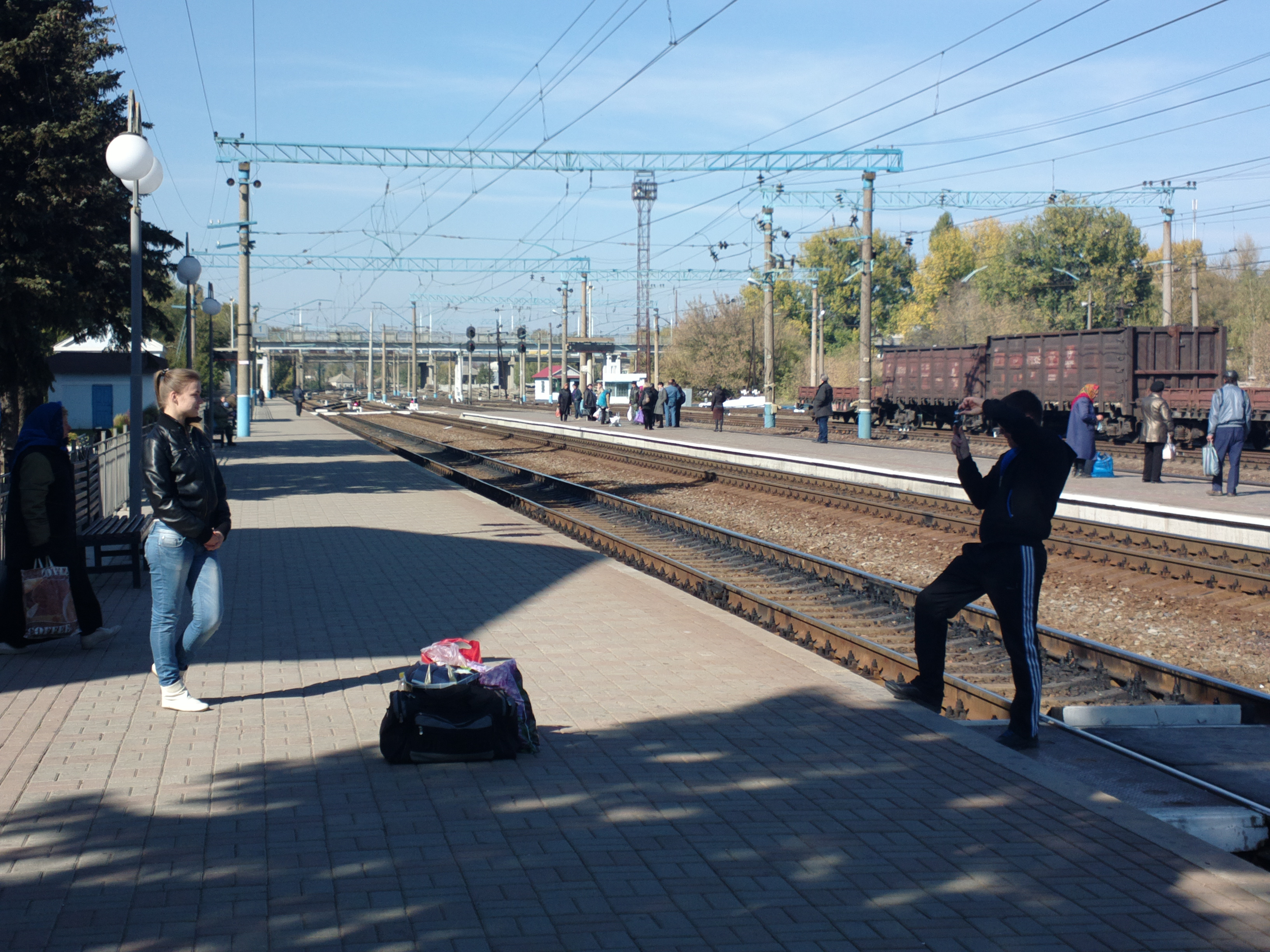
Un quai.

### Intermodalité
Elle est sur la ligne Bezlyoudivka-Sviatohirsk.